# Uvanilla buschii
Uvanilla buschii là một loài ốc biển thuộc họ Turbinidae.  

## Mô tả
Vỏ của loài này đạt kích thước từ 17 mm đến 60 mm.

## Phân bổ
Loài này phân bố ở Thái Bình Dương từ México tới Peru .